# No Mercy (UK)
No Mercy UK è stato un pay-per-view della World Wrestling Federation, l'evento si è svolto il 16 maggio 1999 alla M.E.N. Arena di Manchester.

## Risultati
| # | Risultati | Stipulazioni                                  | Durata |
| - | --- | --------------------------------------------- | ------ |
| 1 | Tiger Ali Singh ha sconfitto Gillberg                                                                                        | Single match                                  | 01:02  |
| 2 | The Ministry of Darkness (Viscera e The Acolytes (Faarooq e Bradshaw)) hanno sconfitto The Brood (Gangrel, Edge e Christian) | Six-man tag team match                        | 13:49  |
| 3 | Steve Blackman ha sconfitto Droz                                                                                             | Single match                                  | 07:43  |
| 4 | Kane ha sconfitto Mideon | Single match                                  | 04:34  |
| 5 | Nicole Bass ha sconfitto Tori                                                                                                | Single match                                  | 00:27  |
| 6 | Shane McMahon (c) ha sconfitto X-Pac                                                                                         | Single match per il WWF European Championship | 08:26  |
| 7 | Billy Gunn ha sconfitto Mankind                                                                                              | Single match                                  | 12:17  |
| 8 | Steve Austin (c) ha sconfitto The Undertaker (con Paul Bearer) e Triple H (con Chyna)                                        | Triple threat match per il WWF Championship   | 18:27  |